# 高新区街道 (唐山市)
高新区街道是中华人民共和国河北省唐山市路北区下辖的一个街道办事处。

## 行政区划
高新区街道下辖以下村级行政区划单位：
惠安楼社区、银隆社区、龙泽园社区、吉庆里社区、龙泉西里社区、龙悦新居社区、东方花苑社区、都市花园社区、新景楼社区、益民园社区、许鄄子村、新城子村、马家屯村、富庄村、龙王庙村、付家屯村、王鄄子村、瓦官庄村和孙家庄村。